# 청도 김씨
청도 김씨(淸道金氏)는 경상북도 청도군을 본관으로 하는 한국의 성씨이다.

## 역사
시조 김지대(金之岱, 1190년 ~ 1266년)는 경순왕의 후예로, 초명이 김중룡(金仲龍)이다. 1217년(고종 4) 거란(契丹)군이 침입하자「충효쌍수(忠孝雙修)」라는 시(詩)를 남기고 아버지를 대신하여 전쟁에 나가 큰 공(功)을 세웠다.
이듬해 1218년 문과에 급제하여 전라도안찰사, 첨서추밀원사(簽書樞密院事), 정당문학이부상서(政堂文學吏部尙書), 지추밀원사(知樞密院事)를 거쳐 금자광록대부(金紫光祿大夫) 중서시랑평장사(中書侍郞平章事)에 치사(致仕)하였다.
오산군(鰲山君: 鰲山은 지금의 경상북도 청도)에 봉해지고 영헌공(英憲公)의 시호가 내려졌다. 그리하여 후손들이 청도(淸道)를 관향(貫鄕)으로 삼아 그곳에 살면서 고려와 조선조에 결쳐 명문(名門)으로 명성을 떨쳤다.

## 본관
청도(淸道)는 경상북도 남쪽 중앙에 위치한 고장으로 본래 이서소국(伊西小國)의 땅이었으나 신라(新羅) 유리왕(儒理王) 때 신라에 병합되었다가 구도성(仇刀城)의 경내(境內) 솔이산(率伊山)ㆍ경산(驚山)ㆍ오도산(烏刀山)의 3성(城)을 합하여 대성군(大城郡)을 두었다. 경덕왕(景德王) 때 와서 구도(仇刀)를 오악현(烏岳縣)으로, 경산(驚山)을 형산현(荊山縣)으로, 솔이산(率伊山)을 소산현(蘇山縣)으로 고쳐 밀성군(密城郡)의 영현(領縣)으로 삼았다가 고려초(高麗初)에 3성(三城)을 합하여 청도군(淸道郡)이 되었다.

## 인물

### 고려 인물
- 김선장(金善莊) : 김지대의 아들로 1340년(충혜왕 복위1) 조적(曺頔)의 난으로 왕(王)이 원(元)나라에 불려갈 때 호종(扈從)하여 일등공신(一等功臣)에 책록되었다.
- 김한귀(金漢貴) :김지대의 증손(曾孫)으로 공민왕(恭愍王) 때 동경도병마사(東京道兵馬使)로 홍건적(紅巾賊)을 토벌한 공으로 최영(崔瑩)과 함께 일등공신에 책록되었다.
- 김한룡(金漢龍) : 김한귀(金漢貴)의 아우로 홍건적의 침입 때 공민왕(恭愍王)을 호종(扈從)하고 흥룡사(興龍寺)로 갔다가 중신(重臣) 김용(金鏞)이 난을 일으켜 환관(宦官) 안도치(安都赤)와 우정승(右政丞) 홍언박(洪彦博) 등을 살해할 때 함께 순절한 절신이다.

### 조선 인물
- 김점(金漸) : 김지대의 6세손이며, 김한귀의 손자로 조선 태종 때 공조참의(工曹參議)· 예조참의(禮曹參議)· 참찬(參贊)을 지냈으며, 딸이 조선 태종의 후궁 숙공궁주 김씨이다. 조선 세종(世宗) 때 형조(刑曹)· 호조판서(戶曹判書)와 평안도 관찰사(平安道 關察使)를 역임하였다. 시호는 호강공(胡剛公)이다.
- 김차산(金次山) : 관찰사 김호우의 5세손으로 세조(世祖) 때 단종복위(端宗復位)를 도모하다가 능주(綾州)의 천태산(天台山)에 은거(隱居)하였다.
- 김난상(金鸞祥) : 중종(中宗)때 문과에 급제하고 을사사화(乙巳士禍)로 남해(南海)에 유배되었다가 풀려나와 선조(宣祖) 때 직제학(直提學)을 거쳐 대사성(大司成)에 올랐다. 경상북도 영주시 오산서원(梧山書院)에 배향되었다.
- 김몽룡(金夢龍) ·  김희방(金希邦) : 임진왜란 때 창의(倡義)하여 임란공신에 책록되었다.
- 김응하(金應夏) : 순조(純祖) 때 성리학자(性理學者)로 문하(門下)에서 많은 제자를 배출하였다.
- 김정호(金正浩) : 고산자(古山子)는 어려운 생활 속에서도 학문(學問)에 진력하여 정밀한 지도(地圖) 작성에 뜻을 두고 36여 년간 전국을 돌며「청구도(靑丘圖)」와「대동여지도(大東輿地圖)」를 완성하여 우리나라 문화사상 불멸의 업적을 남겼다.
- 김규일(金圭一) : 1843~1894. 본관은 청도. 자는 자범(子範), 별호는 병운(丙云). 전북 고창 출생. 동학농민전쟁 당시 무장지역에서 크게 활동하다 체포되어 1894년 12월 12일 52세의 나이로 효수 되었다.

## 항렬자
| 21세     | 22세   | 23세     | 24세   | 25세              | 26세                                 | 27세                       | 28세                 | 29세              | 30세                 | 31세                                | 32세                 | 33세                       | 34세                 | 35세     | 36세   |
| -------- | ------ | -------- | ------ | ----------------- | ------------------------------------ | -------------------------- | -------------------- | ----------------- | -------------------- | ----------------------------------- | -------------------- | -------------------------- | -------------------- | -------- | ------ |
| 口만(萬) | 희(熙) | 口시(時) | 진(鎭) | 口호(浩) 口승(承) | 재(載) 재(在) 식(植) 동(東) 口선(善) | 口진(鎭) 口찬(燦) 口창(昌) | 영(永) 윤(潤) 훈(勳) | 口식(植) 口종(鍾) | 병(丙) 대(大) 순(淳) | 口기(基) 口순(純) 口상(相) 口병(秉) | 종(鍾) 노(魯) 걸(杰) | 口순(淳) 口공(恭) 口재(在) | 동(東) 정(程) 현(鉉) | 口섭(燮) | 희(喜) |

## 인구
- 1985년 15,596가구 64,383명
- 2000년 23,675가구 75,567명
- 2015년 91,293명